# Predators
Predators (titulada Depredadores en Hispanoamérica) es una película estadounidense de acción y ciencia ficción de 2010, dirigida por Nimród Antal, producida por Robert Rodríguez y protagonizada por Adrien Brody, Topher Grace, Alice Braga, Laurence Fishburne, Danny Trejo y Derek Mears en los papeles principales.

## Argumento
La película comienza cuando Royce, un enigmático mercenario despierta mientras cae en paracaídas hacia una selva. Al tocar tierra se encuentra con un sicario de los Zetas apodado Cuchillo y un Spetsnaz llamado Nikolai; los tres coinciden en que se encontraban luchando en sus respectivos territorios cuando una luz los dejó inconsciente y despertaron mientras caían. Pronto al grupo se une Hanzo, un yakuza, e Isabelle, una francotiradora del ejército israelí, que propone buscar a más gente para intentar entender la situación. Encontrándose con Stans, un condenado a muerte: Mombasa, un guerrillero de Sierra Leona y Edwin, un inocente doctor.
Tras marchar por un tiempo descubren un extraño monumento con restos de huesos que Mombasa, teoriza que es una colección de trofeos. Buscando un patrón común descubren que todos son soldados o asesinos notables secuestrados de sus lugares de origen y que se les permitió conservar sus armas, siendo la única excepción Edwin, quien es una persona ordinaria. Hablando en privado Royce revela a Isabelle que el Sol no se ha movido desde su llegada y que la brújula no señala ninguna dirección, todo eso les hace sospechar que su paradero es aún más remoto de lo previsto; a esto se suma que el ecosistema es distinto al de cualquier otra selva conocida y que durante su marcha encontraron trampas puestas por un difunto miembro de las Fuerzas Especiales del Ejército de los Estados Unidos en un intento de protegerse, sin embargo, tras revisarlas descubren que las construyó para atrapar y matar a un oponente mucho más grande, pesado y fuerte que un humano.
Finalmente descubren que no están en la Tierra, sino en un planeta desconocido usado como coto de caza para ser presas de una cacería organizada por una raza de cazadores extraterrestre que envían una jauría de monstruosos mastines rastreadores que deben eliminar. Al reagruparse notan que falta Cuchillo, al que encuentran de espaldas y rodillas pidiendo ayuda e inmóvil. Royce descubre que lo han usado como cebo de una trampa que matará a quien intente salvarlo, decidiendo retirarse tras matarlo de forma piadosa solo para descubrir que había muerto mucho antes y los cazadores usaban una grabación para engañarlos. 
Poco después el grupo llega a un campamento donde encuentran a un yautja cautivo; allí son atacados por tres depredadores. Mombasa muere durante el ataque, mientras que los demás logran escapar, pero Isabelle y Royce entran en discusión, debido a que Royce había abandonado al equipo para usarlos como señuelo y lograr que los cazadores se delataran, mientras que el mercenario la acusa de ocultar información ya que su actitud ha demostrado que ella conoce a estas criaturas. Isabelle explica que en su tiempo en la CIA oyó sobre el incidente de 1987 en Guatemala, cuyo único sobreviviente había logrado vencer una de estas criatura luego de camuflarse con barro.
Tras un vano intento de matar a uno de los yautjas, un personaje llamado Noland salva a Royce de una muerte inminente y les indica con quién tienen que lidiar. Noland ha sobrevivido durante años en el coto refugiándose en una nave yautja abandonada, una vez allí les explica la tradición de los yautjas de cazar principalmente cráneos de varias especies, entre aquellas las de humanos; también les dice que cazan en tríos, aunque por el momento parece que en el planeta se enfrentan dos clanes; uno de ellos son los Mala Sangre, que mantienen cautivo al Cazador en uno de sus campamentos. Por ello, Royce propone liberar al cautivo a cambio de que los lleve a la Tierra. 
Mientras duermen Noland, quien evidencia serios trastornos mentales debido a su larga estadía en el planeta, intenta matar al grupo y robar sus provisiones y armas. Royce al ver esto provoca una explosión en la nave para atraer a los Depredadores, uno de los cuales mata a Noland. Por su parte Nikolai, quien se ha vuelto amigo cercano de Edwin, se sacrifica para salvar al doctor inmolándose con explosivos y matando así a uno de los yautja. Stans, usando un cuchillo prehistórico, permite al grupo huir al atacar a otro cazador, pero termina muerto. Hanzo, usando una katana, reta a duelo al tercer yautja y tras un feroz duelo de espadas ambos terminan muertos.
Durante la huida Edwin termina herido por una trampa, siendo ayudado por Isabelle, pero Royce razonando que el objetivo real de la trampa es que un herido los retrase, por lo que los deja atrás cuando Isabelle se niega a abandonar al doctor. 
Mientras Edwin e Isabelle son capturados vivos por el último yautja, Royce libera al Depredador cautivo, quien como pago activa el piloto automático de la nave con rumbo a la Tierra, por lo que el soldado la aborda. Tras esto, ambos yautjas enfrentan a una pelea en la que el cazador asesina al cautivo y hace explotar la nave mientras despegaba. 
Por su parte Edwin envenena a Isabelle con un paralizante y revela que fue abducido ya que es un asesino en serie, por lo que siente que vivir en este lugar es ideal para alguien como él, pero antes que pueda asesinarla aparece Royce, revelando que nunca abordó la nave. Aprovechando la parálisis de la soldado, Edwin intenta fingir inocencia para matar a Royce, pero este lo incapacita revelando que nunca confió en él, tras lo cual lo usa como cebo para atraer al yautja.
Royce usa a Edwin como trampa cazabobos llena de granadas que al detonar incendian el lugar y aturden al yautja, entorpeciendo su visión infrarroja. Royce se cubre con barro y tras una ardua pelea usa una hacha de guerra para incapacitar al yautja, hasta que este lo atrapa tras reconfigurar su visor para ver los latidos de su corazón, siendo salvado por Isabelle, quien lograr herir con su rifle al extraterrestre, siendo herida en el proceso, pero Royce aprovecha esta oportunidad y logra decapitar a su oponente. 
Al día siguiente ambos se recuperan y ven como más paracaídas descienden al coto, por lo que continúan su camino dispuestos a encontrar un modo volver a la Tierra.

## Reparto
- Adrien Brody como Royce, un exmilitar estadounidense de las Fuerzas Especiales convertido en mercenario, quien asume el liderazgo del grupo cautivo en el planeta.[1][2] Brody declaró que vio su personaje como un desafío, queriendo traer complejidad a su personaje en contraste con el de Schwarzenegger en la película original.[3] Brody se entrenó duramente para la película, diciendo "quería que fuese entretenida y que la gente viese en ella lo que ve en las películas que les gustan. Pero eso no es realmente por qué estoy en ello y no es realmente lo que he traído. He usado la misma disciplina que si hiciese una película como The Pianist."[3] Antal y Rodríguez quisieron específicamente evitar en el casting a un actor físicamente similar a Schwarzenegger, quieriendo "ir en una dirección diferente" y razonando que los soldados de la vida real son nervudos y enjutos en vez de fornidos.[4] "Pensamos que elegir un personaje 'Schwarzeneggeresco' haría un flaco favor a la película", dijo Antal, "y habría hecho un flaco favor porque no estamos intentando hacer un remake o una copia de la película original. Les dije a todos al principio que puedo hacer que cualquiera parezca duro. Lo que no puedo hacer es enseñarles a actuar".[5] Brody ha expresado su interés en representar su personaje en futuras secuelas.[3]
- Alice Braga como Isabelle, una francotiradora de las Fuerzas de Defensa de Israel y asesina encubierta de la CIA.[6] Isabelle falló en proteger a su observador en una misión, por lo que siente que ha sido traída al planeta alienígena como castigo y para buscar su redención.[6] Como único personaje femenino, Isabelle juega el rol de pacificador: "Mi personaje es bastante divertido", dijo Braga, "es la que siempre está intentando mantener a todos unidos y parar las luchas internas, diciendo que el número les da la fuerza."[7] Braga describió su personaje como "un hueso duro de roer... Dulce por dentro pero dura por fuera".[7] Braga leyó un manual de tiro para prepararse para su personaje, y llevó un rifle de siete kilos durante el rodaje.[7]
- Topher Grace como Edwin, un médico que no parece encajar en el grupo de soldados hasta que él mismo revela ser un asesino psicópata. Grace tuvo dudas sobre tomar el rol cuando leyó el guion, "porque realmente me gustó la primera de Predator, pero todas sus secuelas no han sido muy buenas. Entonces, cuando leí esto, pensé 'lo que Aliens fue a Alien es lo que es esto a Predator', porque Predator realmente nunca tuvo una secuela."[5] Comparó el trabajo de Antal con el de James Cameron, director de Aliens; permaneciendo en el trabajo original, pero tomando conceptos en direcciones ligeramente diferentes.[5] Grace realizó varias escenas sin dobles, incluso el salto a la cascada.[5]
- Oleg Taktarov como Nikolai, un comando ruso del Grupo Alfa de Spetsnaz quien se encontraba luchando en la segunda guerra chechena antes de ser abducido. Taktarov, un luchador de artes marciales mixtas retirado y antiguo Ultimate Fighting Champion, describió su personaje como una combinación de elementos de los personajes de Arnold Schwarzenegger, Jesse Ventura y Bill Duke en la película Predator, y alabó que "es la primera vez que se consigue un personaje ruso realmente positivo en una película estadounidense".[8] Taktarov usó su entrenamiento de lucha para algunas escenas de acción.[8] Mientras filmaba una escena, se golpeó en la cara con una steadicam y sangró a causa de ello, pero continuó filmando debido a que la sangre añadía efecto a la escena.[8]
- Walton Goggins como Stans, un condenado a muerte que debía ser ejecutado dos días después de ser abducido. Cuando el tracker predator muere, el berserker predator aparece y lo hiere con su arma de plasma. Antes de atacar a Royce, Stans le da algo de tiempo al grupo distrayendo al yautja, entonces lo empieza a provocar y termina siendo brutalmente asesinado por el berserker cuando este le arranca el cráneo y la columna vertebral con sus propias manos.
- Louis Ozawa Changchien como Hanzo, un taciturno ejecutor de la Yakuza, quien revela más tarde haber perdido dos dedos de la mano izquierda por realizar yubitsume (ritual de los Yakuza para pagar por una ofensa o deuda). "Supongo que él solía ser un tipo que podía asesinar a cualquiera sin escrúpulos," dijo Changchien de su personaje, "pero cuando llega al planeta alienígena deja de ser ese tipo de persona. Estas cosas no se explican en el guion, pero te darás cuenta cuando veas la película."[9] Changchien usó su entrenamiento de kendo para la escena en la que usa una katana en un duelo con un Falconer Predator.[8] Antal, un fan del kendo, insistió en que la lucha a espada debía parecer auténtica.[8]
- Mahershala Ali como Mombasa, un soldado de un escuadrón de la muerte del Frente Revolucionario Unido de Sierra Leona.
- Danny Trejo como Cuchillo, un sicario del cártel de Los Zetas de México.[10]
- Laurence Fishburne como Noland, un soldado de la Caballería Aerotransportada de Estados Unidos que ha permanecido años en el planeta. "Es un rol realmente interesante", dijo Fishburne, "muy diferente del Morfeo de Matrix. Está un poco loco y es un personaje sombrío y extraño."[9]
- Derek Mears como Classic Predator (Depredador Clásico).[11] Classic es un Predator que se halla encadenado a un poste por sus compañeros, por motivos desconocidos. Su diseño fue basado en el de la película original.[12]
- Carey Jones como Tracker Predator.[13] Tracker es un Predator reconocible por los colmillos de su máscara, además de por ser el domador de las bestias que atacan al grupo. Es asesinado por Nikolai.[13] Jones también hace de doble de Steele en las escenas en las que aparecen a la vez el Berserker y el Falconer.[13]
- Brian Steele como Berserker Predator y Falconer Predator.[13] El Berserker es identificable por la mandíbula que adorna su máscara y por ser el que confronta a Royce en el clímax de la película, mientras que el Falconer es un predator que controla un UAV de reconocimiento y es finalmente asesinado por Hanzo.[13]

## Premios y nominaciones

### IGN Award IGN Summer Movie Awards
| Año  | Categoría   | Resultado |
| ---- | ----------- | --------- |
| 2010 | BEST SCI-FI | Nominado  |

### Golden Schmoes Awards
| Año  | Categoría                     | Resultado |
| ---- | ----------------------------- | --------- |
| 2010 | BEST SCI-FI MOVIE OF THE YEAR | Nominado  |

### Taurus Award World Stunt Awards
| Año  | Categoría             | Resultado |
| ---- | --------------------- | --------- |
| 2011 | Best High Work        | Ganador   |
| 2011 | Best speciality stunt | Ganador   |